# Helmut Eschwege
Helmut Eschwege (Hannover, 10 juli 1913 - Dresden, 19 oktober 1992) was een (Oost-)Duits historicus van joodse afkomst.

## Biografie
Afkomstig uit een orthodox joods gezin. Sinds 1918 was het gezin woonachtig in Hamburg waar Eschwege de Talmoed Thoraschool bezocht en aansluitend  de Realschule aldaar. Hij volgde nadien (1929-1931) een opleiding tot koopman. In het geheim sloot hij zich aan bij de Reichsbanner Schwarz-Rot-Gold en de SPD. Hij verbleef in de jaren dertig veelvuldig in het buitenland, onder meer om te worden opgeleid als landbouwer om zich daarna in Palestina te vestigen. In 1937 vestigde hij zich in Palestina waar hij werkzaam was op diverse kibboetzim. Hij was er ook lid van de Communistische Partij van Palestina. Nog vlak voor het uitbreken van de Tweede Wereldoorlog vestigden zijn moeder en broers en zussen zich ook in het Palestijnse mandaatgebied. Tijdens de oorlog verrichtte hij (als burger) diensten voor het Britse leger. 
In 1945 gaf hij enige tijd leiding aan een leenbibliotheek van Duitstalige boeken in Palestina; in 1946 keerde hij echter naar Europa terug. Na korte tijd werkzaam te zijn geweest in Tsjecho-Slowakije vestigde hij zich in de Sovjet-Russische Bezettingszone in het oosten van Duitsland. Hij sloot zich aan bij de Vereniging van vervolgden van het naziregime en de SED. In 1947 werd hij aangesteld om door de nazi's verboden Duitstalige literatuur te verzamelen voor bibliotheken. Na de stichting van de Duitse Democratische Republiek (DDR) kreeg hij in 1952 de opdracht stukken aan te kopen voor de inrichting van een in Oost-Berlijn op te richten Museum voor de Duitse Geschiedenis. In 1953 werd hij als "Zionist" uit de SED gesloten; na aanvechting van dit besluit werd hij in 1954 weer in de partij opgenomen. Een tweede uitsluiting vond plaats in 1956, maar kort daarop werd hij weer tot de SED toegelaten. In 1958 werd hij definitief uit de SED gesloten. Inmiddels in Dresden gevestigd, werkte hij er voor het Instituut voor Marxisme-Leninisme aan de Technische Universiteit Dresden. Hij ondervond bij tijd en wijle tegenwerking vanwege vermeende zionistische sympathieën. In zijn vrije tijd wijdde hij zich vrijwel volledig aan het navorsen van de geschiedenis van de joden in Duitsland, en in het bijzonder de joodse bijdrage aan het verzet tegen de nazi's. Van zijn hand verschenen Kennzeichen J (1966), Die Synagoge in der deutschen Geschichte (1980) en Geschichte der jiddischen Sprache und Literatur (z.j.). Hij bezocht - wanneer daar toestemming voor was gegeven - enkele malen Israël. In 1976 werd hij zogenaamd vanwege West-Duitse contacten gedegradeerd tot portier van de Technische Universiteit, maar kreeg daarna toch weer een ambtelijke functie aan genoemde universiteit. 
Vanaf de zestiger jaren bekleedde hij bestuursfuncties binnen de Joodse Gemeente te Dresden. Daarnaast was hij betrokken bij gespreksgroepen voor joods-christelijke contacten. Vanwege het bevorderen van de Joods-Christelijke dialoog werd hij in 1984 geëerd met de Buber-Rosenzweig-Medaille. Na Die Wende (1989) was hij medeoprichter van de Oost-Duitse SPD in Dresden. Eschwege overleed in 1992 en werd begraven op de Neuer Jüdischer Friedhof. Voor zijn overlijden was hij door de PDS (de opvolger van de SED) als "slachtoffer van het Stalinisme" erkend en gerehabiliteerd.
Helmut Eschwege was een aantal jaren Stasi-informant onder de namen "Zionist" en later "Ferdinand".

## Werken
- Kennzeichen J. Bilder, Dokumente, Berichte zur Geschichte der Verbrechen des Hitlerfaschismus an den deutschen Juden 1933–1945 (1966)
- Resistance of German Jews against the Nazi Regime. In: Leo Baeck Year Book (1970)
- Die Synagoge in der deutschen Geschichte. (1980)
- (Mit Konrad Quiet) Selbstbehauptung und Widerstand. Deutsche Juden im Kampf um Existenz und Menschenwürde 1933–1945. (1986)
- Geschichte der jiddischen Sprache und Literatur. (Mss.)
- Geschichte der Juden im Territorium der ehemaligen DDR. 4 dln. (1991)
- Die jüdische Bevölkerung der Jahre nach der Kapitulation Hitlerdeutschlands auf dem Gebiet der DDR bis zum Jahre 1953. In: Siegfried Theodor Arndt, Helmut Eschwege, Peter Honigmann, Lothar Mertens: Juden in der DDR – Geschichte – Probleme – Perspektiven. (1988)
- Soziale Arbeit im Judentum. In: Diakonie. Handreichung des Diakonischen Werkes – Innere Mission und Hilfswerk – der Evangelischen Kirchen in der DDR. (1990)
- Fremd unter meinesgleichen. Erinnerungen eines Dresdner Juden. (1991)
- Zur Deportation alter Juden durch „Heimeinkaufverträge“ 1942 - 1945. S. 51–73 (1994)
- Verketzerung Israels und der Juden in der DDR. (2003-2004)